# Košarka
Košarka (makedonsky: Кошарка) je opuštěná turecká vesnice v Severní Makedonii. Nachází se v opštině Demir Kapija ve Vardarském regionu. Většina zdejších obyvatel se přestěhovala blíže k dálnici, kde založili novou vesnici Laki. Vesnice Laki není oficiálně registrována a místní obyvatelé si zde sami zařídili elektřinu.

## Geografie
Košarka se nachází v severovýchodní části opštiny Demir Kapija, na levé straně řeky Vardar. Sousedí blízce s opštinou Konče. Obec je kopcovitá a leží v nadmořské výšce 500 metrů. Od města Negotino je vzdálená 33 km.
Obec také leží v blízkosti Demirkapijské soutěsky. Je součástí údolí Lipkovo a v okolí se nachází několik pramenů.
Rozloha vesnice je 16,6 km2, nejvíce zde dominují lesy o výměře 1 154 ha, dále 61 ha orné půdy a 23 ha pastvin.

## Demografie
Podle sčítání lidu z roku 2021 žije ve vesnici 14 obyvatel turecké národnosti.
| Rok          | 1900 | 1948 | 1953 | 1961 | 1971 | 1981 | 1991 | 1994 | 2002 | 2021 |
| ------------ | ---- | ---- | ---- | ---- | ---- | ---- | ---- | ---- | ---- | ---- |
| Obyvatelstvo | 702  | 23   | 29   | 44   | 42   | 34   | 40   | 44   | 22   | 14   |